# Birger Svensson

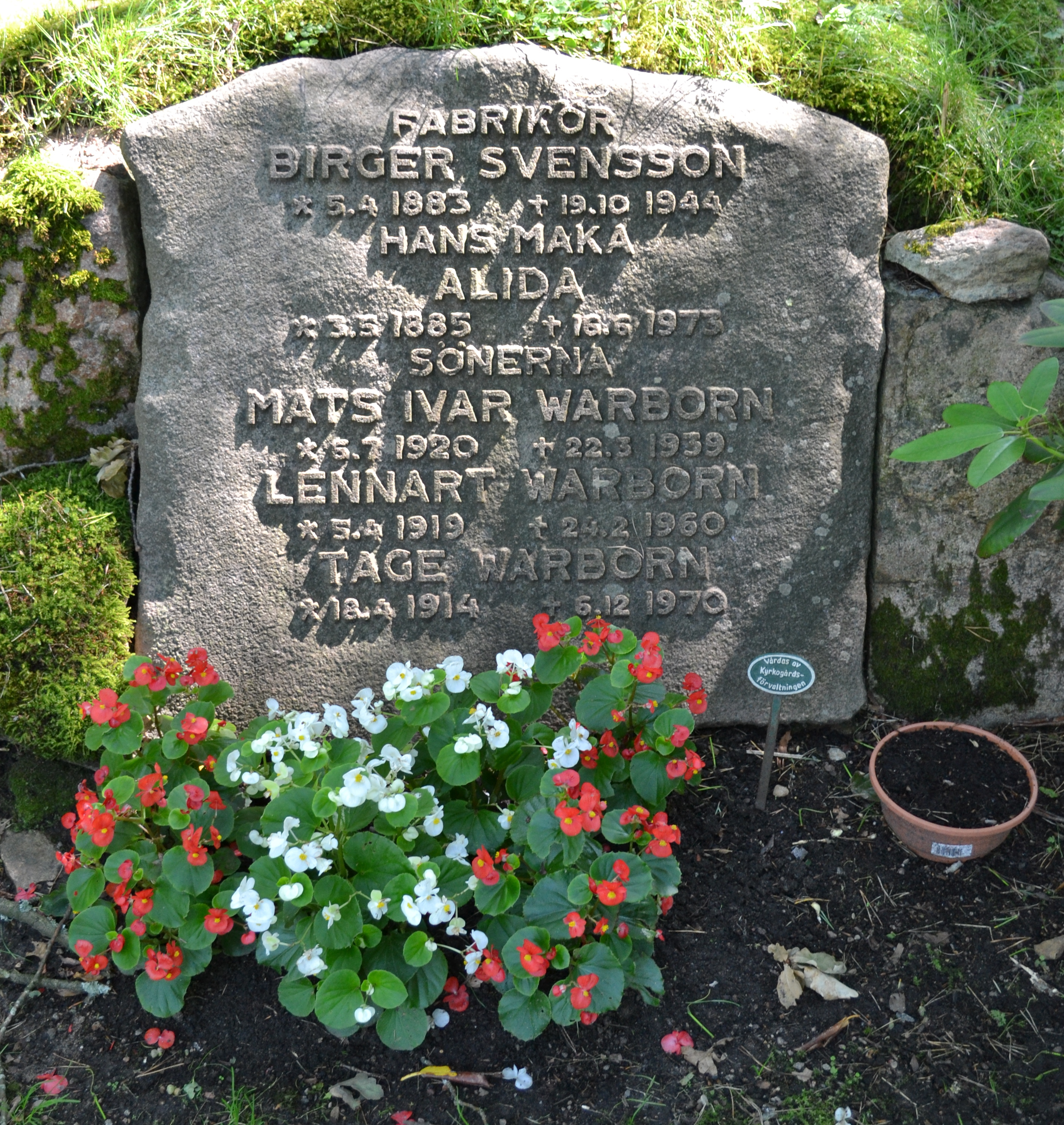
Birger Svenssons grav på S:t Jörgens kyrkogård i Varberg.

Sten Otto Birger Svensson, född 5 april 1883 i Varberg i Hallands län, död 19 oktober 1944 i Varberg, var en svensk industriman.
Svensson var son till Augusta Svensdotter i Grimmared i en förbindelse med hemmansägaren Otto Andersson men upptogs som fosterbarn i Båtsberg i Gödestads socken. 
Fosterfamiljen fick ekonomiska problem och Svensson öppnade som 18-åring en lanthandel i Hunnestad. År 1908 grundade han Svenska Cykeldepoten i Varberg, ett företag som senare bytte namn till Svenska Cykelfabriken och längre fram kom att heta AB Cykelfabriken Monark. Svensson har kallats ”Fattigpojken som blev Sveriges cykelmonark”. 1938 tillhörde han de högst beskattade personerna i landet med en inkomst av 1 408 790 kronor och 1944, när en blodpropp ändade hans liv, hade hans företag 2 000 anställda och en omsättning av cirka 33 miljoner.
Svensson gifte sig 1909 med Alida Skulander och deras söner antog släktnamnet Warborn. Svensson är svärfar till folklivsforskaren Nils Strömbom, morfar till historikern Margareta Strömbom och morfars far till politikern Jörgen Warborn.